# 紙張回收

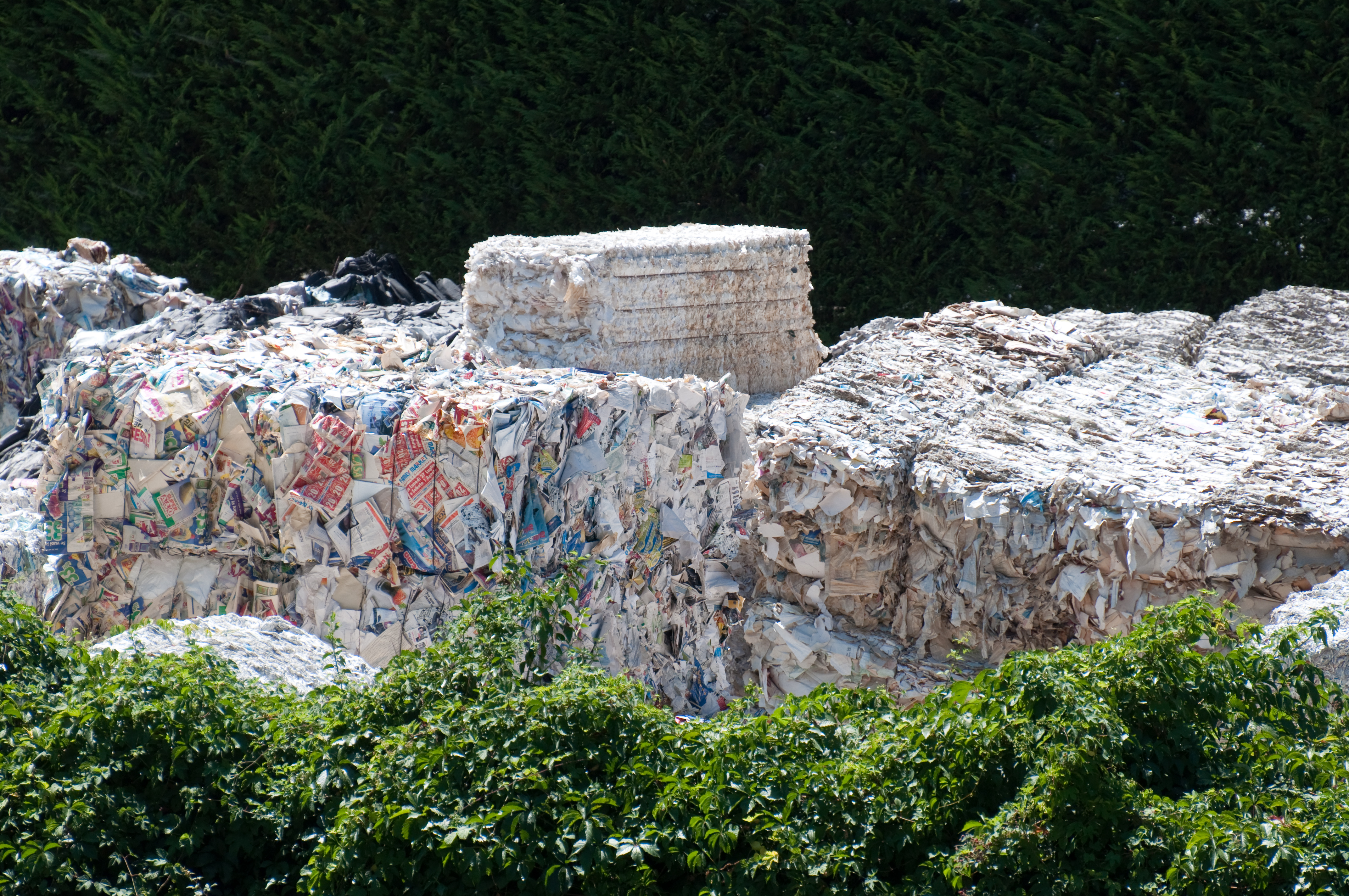
紙張回收

紙張回收，又稱廢紙回收，是將用過的紙張循環再造的過程。必須一提的是，紙張並不可以無限次回收，因為紙張內的纖維在每次回收後都會縮短，在回收4至6次之後，由於纖維過短而無法製作成紙張。

## 回收理由
工业化造纸业对环境产生影响，无论是在上游（获取和加工原材料的地方）还是在下游（废弃物处理影响）。
如今，40%的纸浆是从木材中制造出来的（在大多数现代工厂中，仅有9-16%的纸浆是由纸浆原木制成的；其余的来自传统上被燃烧的废弃木材）。纸张生产占据了约35%的被砍伐树木， 并占据了世界总经济产出的1.2%。 回收一吨的新闻纸可以节约约1吨的木材，而回收一吨的印刷纸或复印纸可以节约略多于2吨的木材。 这是因为卡夫特法制浆需要两倍于机械法制浆的木材，因为它去除了木素以产生比机械法制浆工艺更高质量的纤维。将回收的纸张吨数与未砍伐的树木数量关联在一起是没有意义的，因为树木的大小变化巨大，这是影响从多少树木制造多少纸张的主要因素。 此外，专门为制浆生产的树木占世界纸浆产量的16%，原始森林占9%，而第二、第三代及更多代的森林占其余部分。 大多数纸浆厂操作员进行造林以确保持续供应树木。 森林认证计划（PEFC）和森林管理委员会（FSC）认证根据旨在确保良好林业实践的准则制造的纸张。

### 能源
通过回收来减少能源消耗， 尽管关于实际节能效果的争论存在。能源信息管理局声称，与用未回收纸浆制造的纸张相比，回收纸张可以减少40%的能源消耗， 而国际回收业联合会（BIR）声称减少64%。 一些计算显示，回收一吨报纸可以节约约4,000 kWh（14 GJ）的电力，尽管这可能过高（请参见下面关于未回收纸浆的评论）。这足以为一个三居室的欧洲房屋提供一整年的电力，或为一个普通的北美家庭提供将近六个月的供暖和空调能源。 通过回收纸浆制造纸张实际上比通过卡夫特法制浆制造新纸浆消耗更多的化石燃料；这些工厂大部分的能源来自于燃烧废木材（树皮、根、锯木厂废料）和副产品木素（黑液）。 生产新机械浆的纸浆厂消耗大量能源；粗略估计每吨纸浆需要10吉焦（2500千瓦时）的电能。

### 填埋用途
在美国，约35%的城市固体废物（回收前）按重量是纸张和纸制品。其中42.4%被回收利用。

### 水和空气污染
美国环境保护局（EPA）发现，回收造纸比制造原纸会产生35%的水污染和74%的空气污染。 纸浆厂可以是空气和水污染的来源，特别是如果它们在生产漂白纸浆。现代工厂产生的污染比几十年前的要少得多。回收纸浆为造纸提供了替代纤维。回收的纸浆可以使用与漂白原纸相同的化学品进行漂白，但过氧化氢和硫酸氢钠是最常见的漂白剂。回收纸浆或由其制造的纸张如果在回收过程中没有使用含氯化合物，则称为PCF（无过程氯）。

### 温室气体排放
有关纸张和纸板生产的研究估计，回收纸张的排放量为0.2至1.5千克二氧化碳当量/千克材料。 这大约相当于与生产原材料相关的CO₂排放的70%。

## 環保爭議
普遍認為再造紙比新造的紙張較環保，實際情況可能取決於多個因素，包括回收地與造紙廠的距離而當中運輸所消耗的燃料、處理廢紙例如將顏料清除所需的化學劑和它的棄置處理、新造紙原料由植林所得而樹木生長過程會從大氣吸收大量二氧化碳等等。

## 外部連結
- 中的“紙張回收”
- U.S. Environmental Protection Agency: Paper and Paperboard Products （页面存档备份，存于）
- How to Make Recycled Paper （页面存档备份，存于） – A tutorial for making your own recycled paper
- Waste Paper Recycling （页面存档备份，存于） – How Paper Recycling works?